# Travis Stevens
Pour les articles homonymes, voir Stevens.
Travis Stevens est un judoka américain né le 28 février 1986. Il a remporté la médaille d'argent en moins de 81 kg aux Jeux olympiques d'été de 2016 à Rio de Janeiro.